# 최용우
최용우(1988년 10월 14일 ~ )는 대한민국의 축구 선수이다. 포지션은 공격수이다. 과거 이름은 최수빈이었지만, 이후 최용우로 개명했다.

## 선수 경력
2011시즌을 앞두고 인천 유나이티드에 번외지명되면서 프로 무대에 뛰어들었다. 하지만 인천시절 경기에 출전히는데 실패했다.
2012시즌을 앞두고 태국의 오솟스파 사라부리에 입단했다. 이후 반 시즌 후 J2리그의 마쓰모토 야마가로 이적했다. 2012년 6월 24일 열린 도치기 SC와의 경기에서 마쓰모토 이적 이후 첫 경기를 치렀다. 2012년 8월 12일 열린 카탈레 도야마와의 경기에서 이적 후 첫 골을 기록했다. 반 시즌동안 최수빈은 10경기에 출전해 1골을 기록했다.
1년간의 해외 생활을 마치고 2013시즌을 앞두고 내셔널리그의 목포시청에 입단했다. 2013년 3월 30일 강릉시청과의 경기에서 목포시청입단 이후 첫 골을 기록했다.
2016시즌을 앞두고 경주 한수원에 입단했다. 경주에서 16골 5도움을 기록해 2016시즌 내셔널리그 베스트 11에 선정되었다.
2017시즌을 앞두고 공익근무요원 복무를 위해 K3리그로 향했고, 포천 시민축구단에 입단했다.
2018시즌에는 경주 시민축구단으로 팀을 옮겼고, 리그 MVP와 득점왕을 차지하는 활약을 토대로 7년만에 경주를 K3리그 어드밴스정상으로 이끌었다.
사회복무요원 소집해제 이후인 2019년 4월 6일 포항 스틸러스에 입단했다. 2019년 여름 이적시장에서 K3리그의 경주 시민축구단으로 임대되었다.
2020시즌을 앞두고 부산교통공사에 입단했다.
2022시즌을 앞두고 경주 한국수력원자력 축구단에 입단했다.

## 기록

### 개인
- 내셔널리그 베스트11 : 2016
- K3리그 MVP : 2018
- K3리그 득점왕 : 2018
- K3리그 베스트11 : 2020
- K3리그 득점왕 : 2020
- K3리그 MVP : 2020

### 팀
- K3리그 우승 : 2017, 2018